# Наука в Угорщині

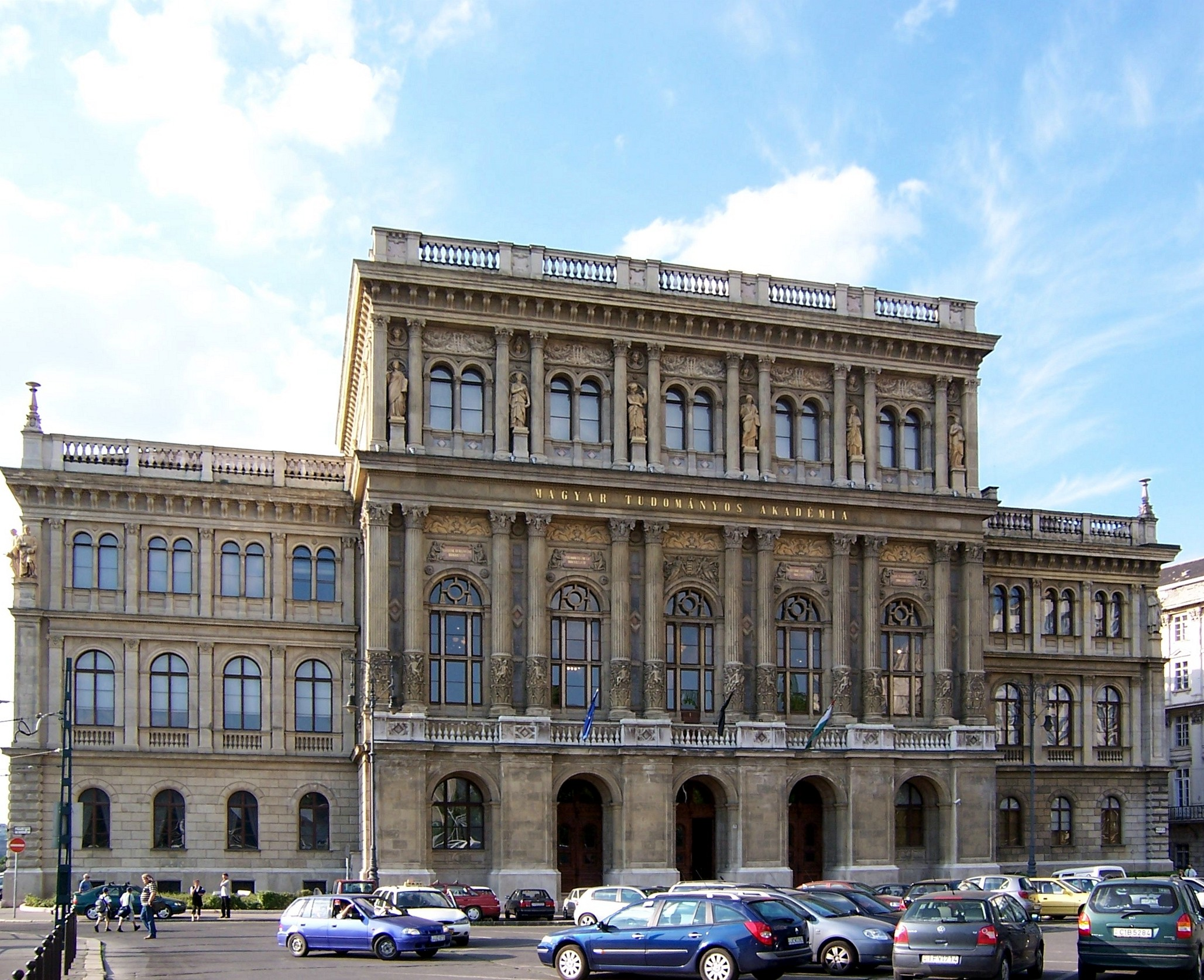
Будівля Угорської академії наук у Будапешті

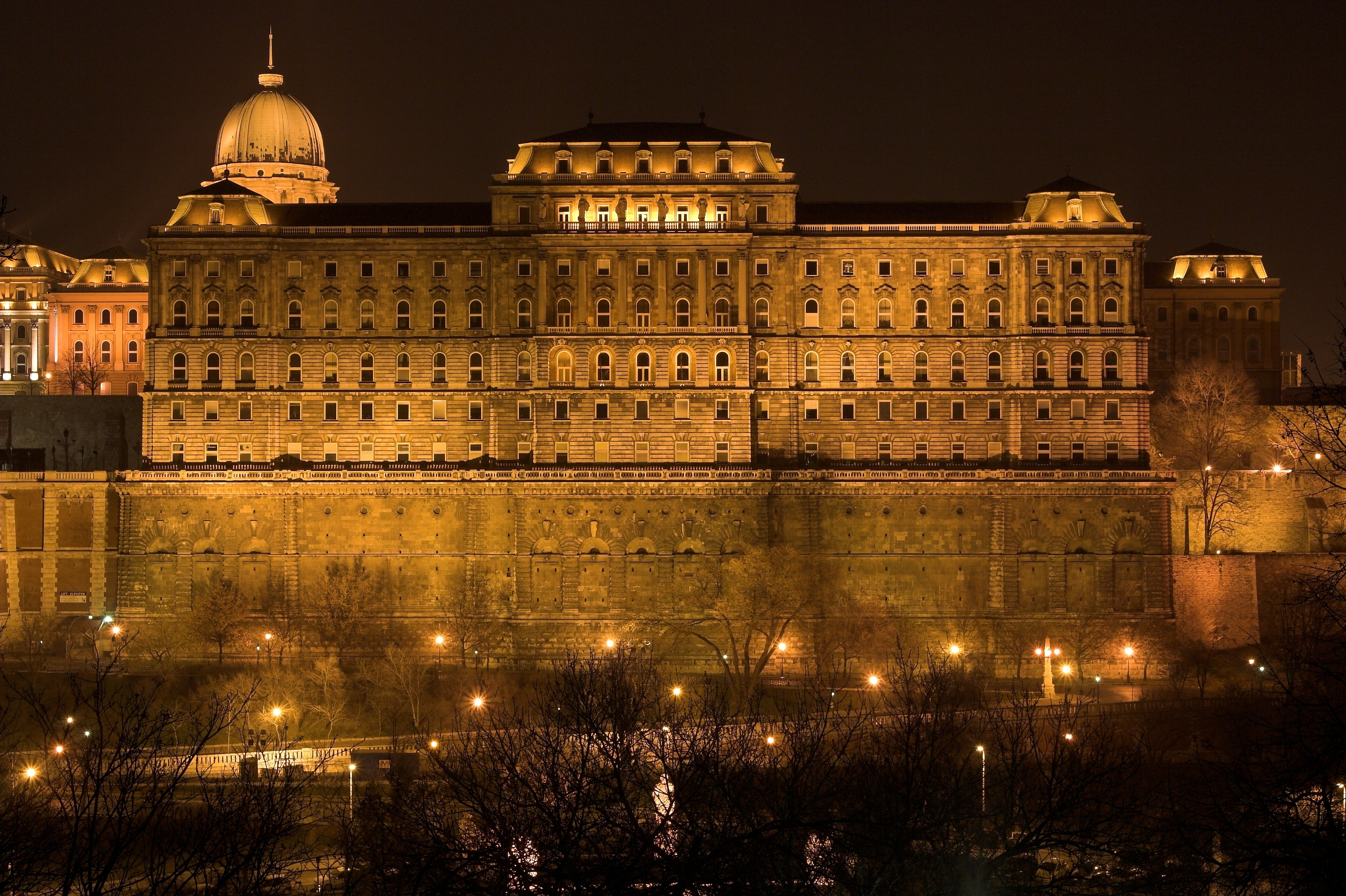
Будівля Національної бібліотеки ім. Ф. Сечені в Будайському замку

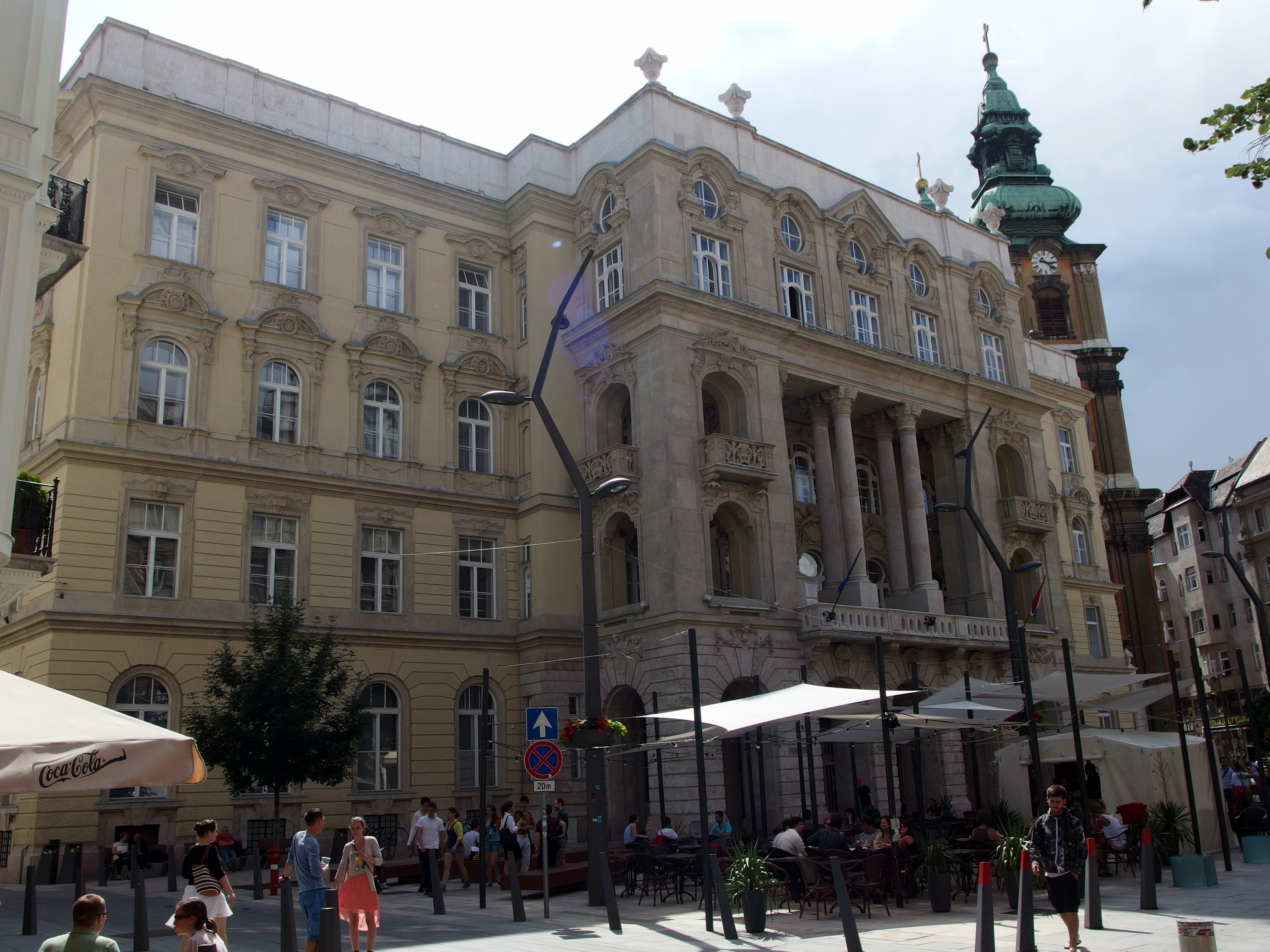
Корпус факультету права і політичних наук Будапештського університету

Наука в Угорщині активно розвивається з XIX століття. До початку XXI століття найбільшим науковим центром є Будапешт, там розташовані провідні наукові установи Угорщини: Угорська академія наук і Академія літератури і мистецтв імені Ф. Сечені. У 2004 році в країні було 18 державних університетів, 5 церковних університетів, 1 приватний університет. До числа найбільших університетів відносяться розташовані в Будапешті Університет імені Лоранда Етвеша, Медичний університет імені В. Ф. Земмельвейса, Університет технології і економіки, Університет економічних наук та публічного адміністрування, Університет театру і кіно, Університет графіки та дизайну, Університет прикладних наук імені Ф. Сечені, Обудський університет. Великі університети розташовані також у містах Печ, Дебрецен, Мішкольц, Сегед та інших. Серед найбільших бібліотек — розташовані в Будапешті Національна бібліотека ім. Ф. Сечені, бібліотеки Угорської академії наук, Угорського парламенту, а також бібліотеки університетів, музеїв тощо. 13 представників Угорщини стали лауреатами Нобелівської премії.

## Історія

### Природничі науки
Однією з перших серйозних природничих праць Угорщини стала «Угорська енциклопедія», складена в 1653 році педагогом і філософом Яношем Апацаї. У XVIII столітті природничі науки стали викладатися у вищих школах і колегіумах. Серед видатних професорів того часу були математик П. Мако, астроном М. Хеллі, статистик І. Хатвані, історик медицини В. Веспремі, механік і математик Я. А. Сегнер. Одним з перших вчених у галузі сільського господарства був С. Тешшедик, який у 1797 році заснував вищу сільськогосподарську школу в Кестхеї — «Георгікон».
У 1825 році була заснована Угорська академія наук. В 1-й половині XIX століття істотних успіхів домігся дослідник угорської флори П. Китайбель. П. Вашархеї написав ряд робіт з регулювання річок. Серед відомих математиків 1-ї половини XIX століття був Ф. Бояї і його син Я.Бояї, що став одним із відкривачів неевклідової геометрії. Медик І. Земмельвайс став одним з основоположників асептики.
У другій половині XIX століття активно розвивається угорська промисловість, що спричинило за собою розвиток пов'язаних галузей науки. У 1861 році фізик А. Єдлик сконструював електричний генератор. Його учень Л. Етвеш займався поверхневим натягом, довів рівність гравітаційної та інертної мас. Фізик і інженер І. Броді на початку XX століття займався дослідженнями в галузі квантової теорії твердого тіла і фізичного статистики, він довів до серійного виробництва криптонову лампу. П. Шеленьї займався важливими дослідженнями в області інтерференції світла.
Серед математиків кінця XIX — початку XX ст. великих успіхів досягли такі вчені: Д. Кеніг (алгебра і теорія множин), Л. Фейер (підсумовування рядів Фур'є), Ф. Ріс (теорія функціональних просторів і топології), А. Хаар (теорія ортогональних систем функцій), К. Йордан (теорія ймовірностей та математична статистика), М. Фекете, Д. Пойа та інші. М. Конкою-Тегу зробив значний внесок у розвиток угорської астрономії.